# سیارک ۲۵۰۵۰
سیارک ۲۵۰۵۰ (به انگلیسی: 25050 Michmadsen، نامگذاری:1998QN50) بیست و پنج هزار و پنجاهمین سیارک کشف شده‌است که در ۱۷ اوت ۱۹۹۸ کشف شد.
قدر مطلق سیارک برابر ۲۰.۴ است.